# Brachystelechidae
Los braquisteléquidos (Brachystelechidae) son un grupo extinto de lepospóndilos que vivieron a comienzos del período Pérmico, en lo que hoy son los Estados Unidos y Alemania. Está representado por los géneros Batropetes, Carrolla y Quasicaecilia.